# Juwenkus
Gaius Vettius Aquilinus Juvencus (ok. III/IV wiek) – kapłan pochodzący z Hiszpanii, autor pierwszego eposu chrześcijańskiego; w średniowieczu uważany za jednego z największych klasyków starożytności.
Niewiele wiadomo na temat Juwenkusa, w historii zapisał się jako poeta. Przedstawiał sobą nurt chrześcijaństwa życzliwy dla zdobyczy kultury antycznej. Obszerny poemat Juwenkusa, Libri Evangeliorum, będący dokładnym przetworzeniem czterech Ewangelii na język heksametrów homeryckich, okazał się pierwszym znaczącym dziełem w łacińskiej poezji wczesnochrześcijańskiej, stanowił przy tym owoc spotkania się wiary w Jezusa Chrystusa z wrażliwością klasycystyczną.

## Życie
Wszystkie informacje na temat Juwenkusa pochodzą z pism Hieronima. Ułożył cztery księgi ujmujące tekst Ewangelii w 3200 heksametrach.